# Czwarte piętro (film 1999)
Czwarte piętro (ang. The 4th Floor) – amerykański thriller z 1999 roku. Film miał premierę w roku 2000.

## Treść
Jane Emelin, młoda projektantka wnętrz, zamieszkuje na piątym piętrze w mieszkaniu zmarłej w tajemniczych okolicznościach ciotki. Jej chłopak Greg Harrison nie jest z tego zadowolony, bo pragnął by zamieszkali razem. Okazuje się, że Jane nie przypadła do gustu sąsiadom. Najbardziej kłopotliwa okazuje się 85-letnia staruszka z czwartego piętra, której wszystko przeszkadza.

## Główne role
- Juliette Lewis - Jane Emelin
- William Hurt - Greg Harisson
- Shelley Duvall - Martha Stewart
- Austin Pendleton - Albert Collins
- Artie Lange - Jerry
- George Pottle - Mr. Bryant
- Lorna Millican - Mrs. Bryant
- Heidi Jo Markel - Ashley
- Sabrina Grdevich - Cheryl
- Robert Costanzo - deratyzator
- Tobin Bell - ślusarz